# Doomsday Blue
Doomsday Blue – singel irlandzkiej piosenkarki Bambie Thug wydany 13 października 2023 pod nakładem wytwórni Haus of Thug. Utwór reprezentował Irlandię w 68. Konkursie Piosenki Eurowizji (2024) w Malmö.

## Geneza utworu i reakcje
Piosenkę skomponowali Bambie Ray Robinson, Olivia „Cassyette” Cassy Brooking, Sam Matlock i Tyler Ryder. Opowiada o rzeczywistości związanej z rozstaniem i bólem nieodwzajemnionej miłości; opisana jako „wybuchowa” i „mocno uderzająca”, ale jednocześnie „słodka” i „uduchowiona”. Sama Bambie Thug opisuje kompozycję utworu jako mieszankę alternatywnego rocka, popu i jazzu; wyjaśnia również, iż pisząc piosenkę z Ryderem zamierzali wmieszać w nią jak najwięcej różnych gatunków, opisując piosenkę jako „przeciwstawiającą się gatunkom”.
Zwycięstwo utworu w preselekcjach do 68. Konkursu Piosenki Eurowizji przyciągnęło uwagę mediów, a sama artystka i utwór były krytykowane przez irlandzkie osobistości i środowiska prawicowe za „satanistyczną ikonografię” oraz fakt, iż określa się jako osoba niebinarna i mówi o sobie poprzez neutralny płciowo zaimek „they”.

## Lista utworów
| Digital download / media strumieniowe | Digital download / media strumieniowe | Digital download / media strumieniowe |
| Nr                                    | Tytuł utworu                          | Długość                               |
| ------------------------------------- | ------------------------------------- | ------------------------------------- |
| 1.                                    | „Doomsday Blue”                       | 3:03                                  |